# Karate Shōkōshi Kohinata Minoru
Karate Shōkōshi Kohinata Minoru (空手小公子小日向海流 Karate Shoukoushi Kohinata Minoru?) es un manga shōnen escrito e ilustrado por Yasushi Baba, contando con 50 volúmenes, la serie fue publicada en la revista Shūkan Young Magazine, de la editorial Kōdansha, comenzando su publicación el 27 de marzo de 2000 y finalizando, doce años después, el 27 de agosto de 2012, con 500 capítulos.

## Sinopsis
Minoru Kohinata (小日向 みのる Kohinata Minoru?) es un estudiante de primer año de la Universidad Reinan, la cual es conocida por su enfoque en deportes por sobre su orientación académica lo cual hace que sus graduados tengan problemas al intentar insertarse en el mercado laboral (como, por ejemplo, le sucede a Minami Hiroki). Él comienza uniéndose al club de gimnasia con su amiga Nana Misaki (みさきなな Misaki Nana?), pero es intimidado y golpeado por sus senpais del club. Un día, un miembro del club de karate, Mutō Ryūji (むとうりゅうじ Ryuuji Mutou?), es testigo de Minoru siendo golpeado y acude a su rescate y lo arrastra al mundo del karate. Minoru hace nuevos amigos y conoce un poco sobre sus oscuros pasados, incluyendo una muerte chocante que revela sus motivos de venganza.

## Personajes
Minoru Kohinata (小日向 みのる Kohinata Minoru?) / Tobizaru (飛猿?  Lit. Mono aprendiz)
Kohinata es un chico de cabello rubio de 18 años que al ser abusado constantemente por sus compañeros del club de gimnasia, entra (o más bien, es llevado a la fuerza) al club de karate Kaburagi-ryu. Al principio no le gusta, pero cuando hace amigos y empieza a adquirir el gusto por la lucha, empieza a entrenar seriamente al nivel de los luchadores profesionales. Su estilo pasa a incluir técnicas de boxeo, muay thay, kenpo y MMA. También se caracteriza por ser muy ágil y un excelente saltador, debido a sus raíces como gimnasta. Se gana el apodo de "El Principito" o "Shoukoushi" por su look de niño joven y su cabello rubio, lo cual es acompañado con chistes al respecto como entradas a sus peleas de MMA con música de las series antiguas de TMS o incluso Hamada usando orejas de perro para añadir chiste. 
Aunque posee una rivalidad con Ryū Ōsugi por haberlo derrotado en las preliminares nacionales y con Kaoru Hamada por haberle destruido las costillas, Hamada le toma cariño y lo entrena para su pelea con Gianni Skandalaki. Luego de entrenar dos años seguidos se le entrega el cinturón negro junto con Mamiya y Hayama.
Nana Misaki (岬 奈々 Misaki Nana?)
Nana es una chica de 18 años, miembro del club de gimnasia y asistente del club de karate Kaburagi-ryu. Es una gimnasta de nivel olímpico además de ser muy guapa por lo que tiene muchos admiradores, lo que causa que muchos tengan envidia de Minoru. Está enamorada de Minoru, aunque este no corresponde en nada los sentimientos por ella.
Mutō Ryūji (武藤 竜二 Ryuuji Mutou?)
Ryuuji es un karateka experto de 20 años, extremadamente fuerte y de temperamento volátil aunque con cierto cariño por Minoru y su equipo. Es un peleador nato, ya que con su gran estatura y su composición muscular puede equiparar a los pesos pesados del torneo K.O.S (King of Strikers). Al ser herido por Gerard Bertrand y vencido en la final del torneo nacional de Kaburagi-ryu por Masahiro Satomi, se va a viajar por el mundo entrenando con Aniya-sensei, volviendo más fuerte que nunca y derrotando al nueve veces campeón del mundo Gerald Lopman. Tiene una relación confusa con Haruka Kou, aunque luego de la parada de Mutou y Aniya para luchar en el K.O.S, este se la lleva con él. 
Pedro Barboza (ペドロバルボサ Barubosa Pedoro?)
Pedro Barbosa es un estudiante de intercambio de Brasil y compañero de habitación de Minoru, tiene 20 años. Al principio este estaba en el club de judo en donde mantenía una imagen de hombre inofensivo para no llamar la atención sobre su otro hobby, atacar sexualmente a los alumnos varones de la Universidad Reinan durante las noches inhabilitándolos con su maestría en Jiu-Jitsu Brasileño. Al ser derrotado por Mutou, este se arrepiente de todo lo hecho clamando que en este mundo no hay un lugar para él, Hiroki Minami le perdona con la condición que se una al club de karate Kaburagi-ryu. Pedro se declara abiertamente un "hard gay" y para efecto cómico siempre trata de violar a Minoru. Aunque es un inútil en karate, sus habilidades de jiu-jitsu le sirven para entrenar en agarres al grupo.
Minami Hiroki (ひろき 南 Hiroki Minami?)
Hiroki es uno de los senseis y capitán del club de karate Kaburagi-ryu, tiene 20 años y es compañero desde la preparatoria con Mutou. Hiroki parece un hombre despreocupado pero dentro de él hay una pasión que lo lleva incluso a entrenar a sus alumnos después de graduados. Aunque aparenta ser un peleador promedio, logra demostrar un nivel de técnica y ataques muy superior con respecto al resto, incluso siendo termido por el mismo Ryuji Muto, logrando vencer en kickboxing a varios oponentes. También es bastante hábil con las tonfas y los nunchakus. Tiende a tener mucha suerte en el pachinko y consigue trabajo como cocinero luego de una oferta en una productora de películas porno en donde salva a Nozomi Endou. Su debilidad son sus hemorroides.
Kentarō Hayama (ケンタロウ 葉山 Hayama Kentarou?)
Kentaro es amigo y compañero de habitación de Minoru, tiene 18 años y entrena junto con Kohinata y Mamiya. Aunque no tiene poder de golpe alguno, posee un talento increíble para los katas y los contraataques, llevando a derrotar a más de un oponente de esta manera. Logra salir con Rika Akamine luego de su campamento de entrenamiento en Okinawa.
Hisashi Takenaka (ひさし竹中 Takenaka Hisashi?)
Kengo Ibuki (息吹 堅固 Ibuki Kengo?)
Seiji Mamiya (間宮誠治 Mamiya Seiji?)
Haruka Kō (こう はるか Kou Haruka?)
Akiko Takakura (高倉 明子 Takakura Akiko?)
Hiroshi Takakura (高倉 博 Takakura Hiroshi?) / Kasumi Saizō (霞 才蔵 Saizou Kasumi?)
Ryū Ōsugi (りゅう大杉 Oosugi Ryuu?)
Rika Akamine (赤嶺 りか Akamine Rika?)
Kaoru Hamada (浜田薫 Hamada Kaoru?)
Sōgo Tachibana (たちばな 相互 Tachibana Sougo?)

## Multimedia

### Manga
El autor e ilustrador del manga es Yasushi Baba. Comenzó a publicarse el 27 de marzo de 2000 en la revista Shūkan Young Magazine de la editorial Kōdansha y finalizó su publicación el 27 de agosto de 2012, compilando 500 capítulos en 50 volúmenes tankōbon.

## Terminología
Los términos específicos utilizados en este manga son muchos, en su mayoría provenientes del idioma japonés provenientes principalmente del karate y en menor cantidad de otras artes marciales (jiu-jitsu, judo, muay-thai, etc.), incluyendo palabras de otros idiomas como el tailandés. Entre ellas están:
- Shomen ni rei (書面にれい?): Saludo al jurado.
- Otagai ni rei (お互い に 例?): Saludo al compañero.
- Kamaete (鎌手?): Prepárense/en posición.
- Waza-ari (技あり?): Medio punto, para ganar un combate, se puede hacer con dos waza-ari o con un ippon.
- Ippon (技あり?): Un punto.
- Mawashi geri (回し蹴り?): Patada giratoria, en ella puede haber tres variaciones, Gedan mawashi geri (下段回し蹴り?  Patada giratoria baja), Chūdan mawashi geri (中段 回し 蹴り?  Patada giratoria media) y Jōdan mawashi geri (ジョーダン 回し 下痢?  Patada giratoria alta/aérea).
- Dō mawashi (胴 回し?): Patada trasera en caída.
- Kyū (級?): Sistema de graduación para quienes aún no han alcanzado la cinta negra.
- Dan (段?): Sistema de graduación para quienes pasaron la cinta negra.